# Spirala Ulama

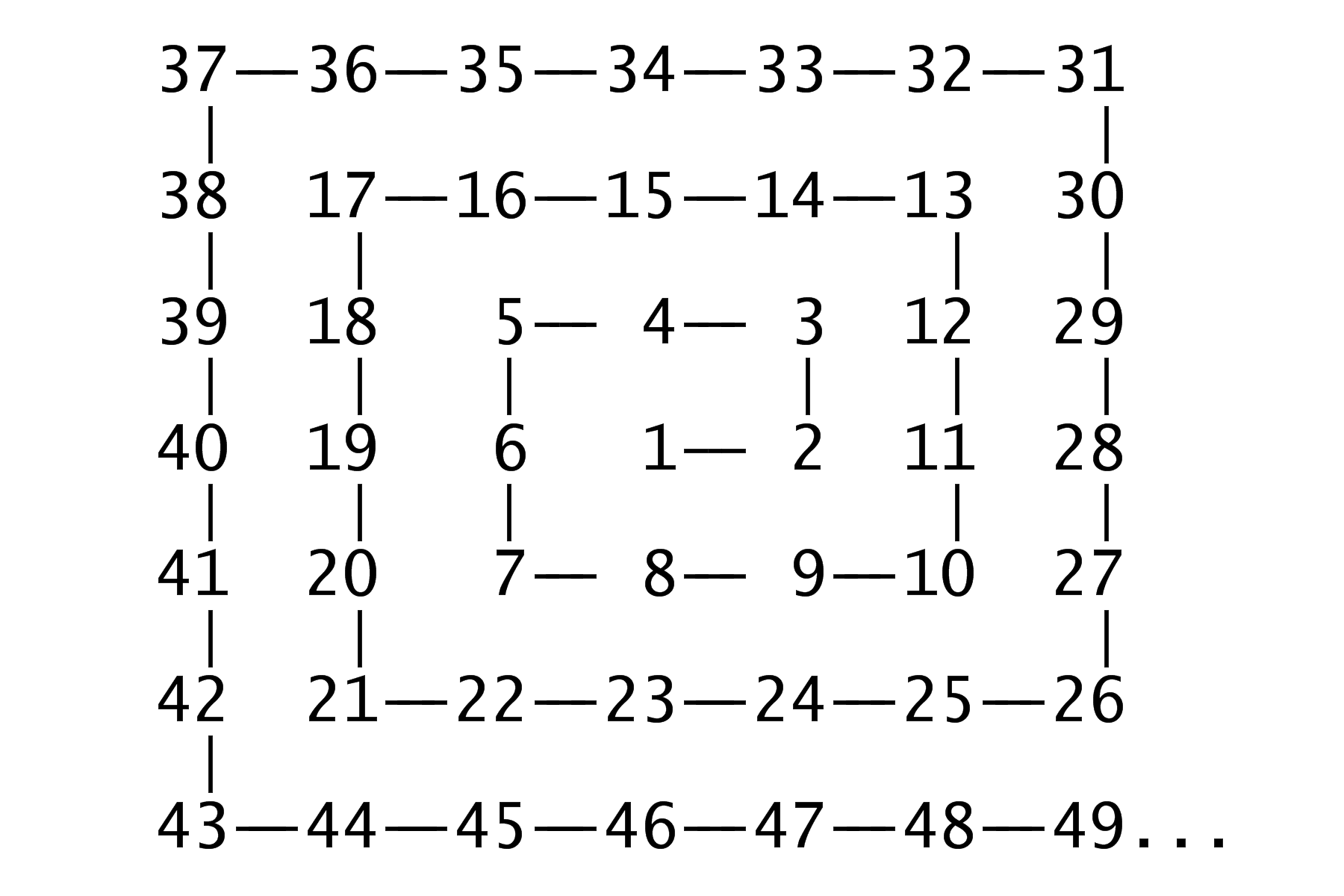
Liczby od 1 do 50 w układzie spirali Ulama

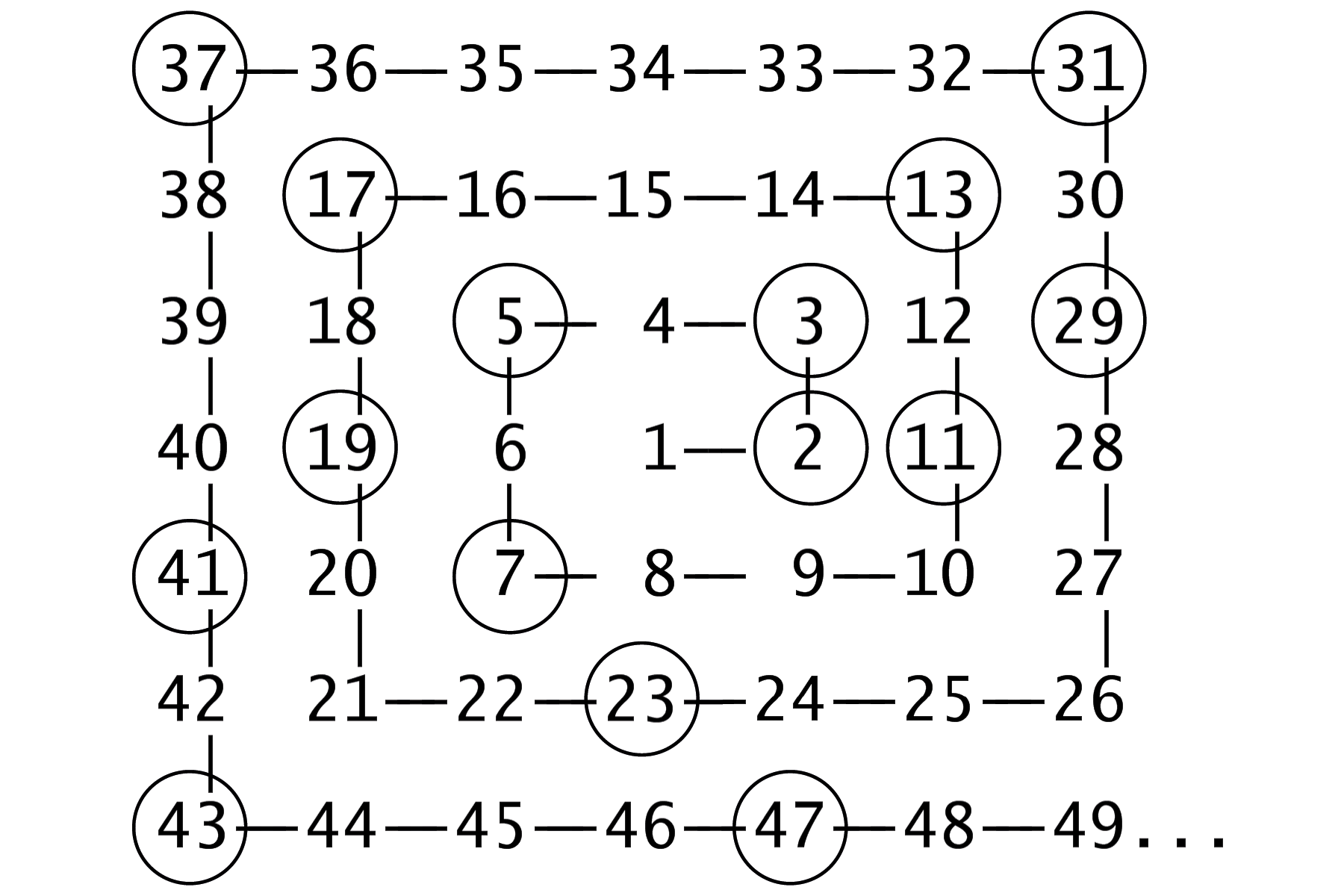
Liczby pierwsze w tym samym układzie

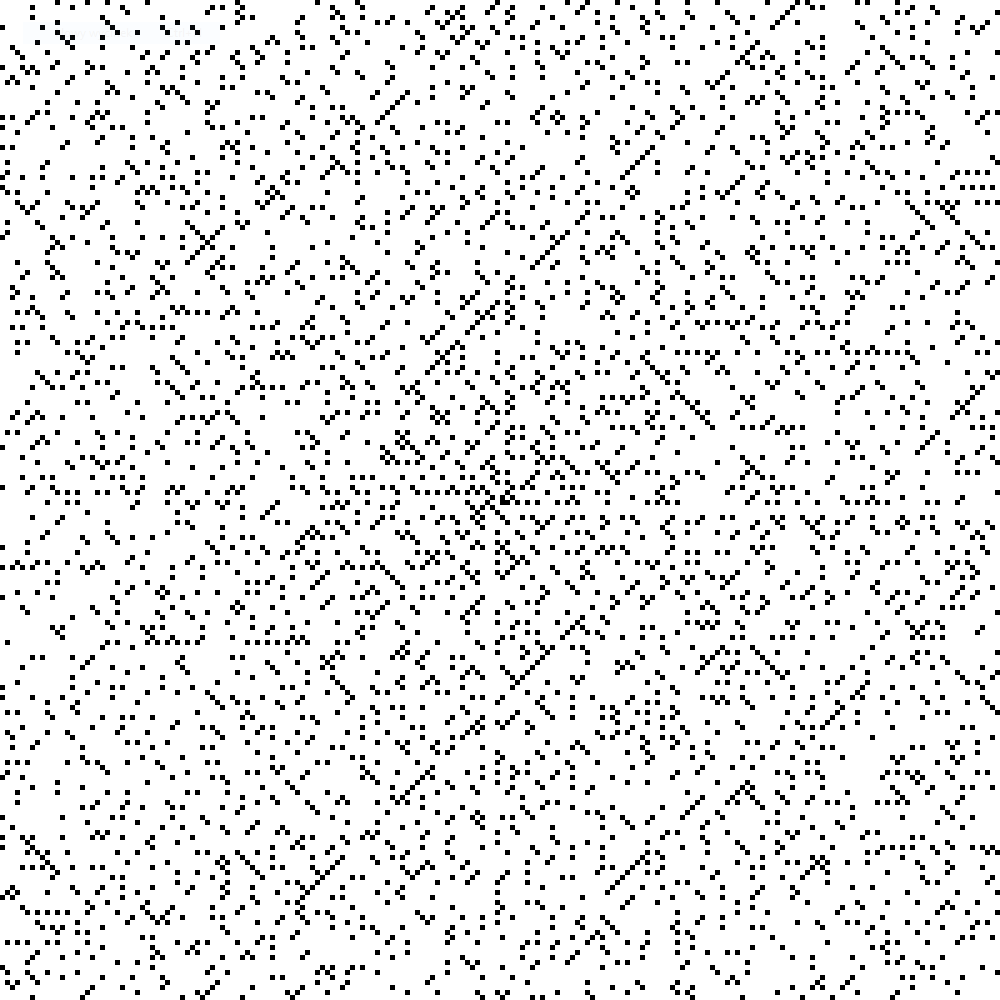
Spirala Ulama o rozmiarze 200×200 z liczbami pierwszymi

Spirala Ulama lub spirala liczb pierwszych – graficzna metoda pokazywania pewnych niewyjaśnionych do dziś prawidłowości w rozkładzie liczb pierwszych, zaproponowana przez polskiego matematyka Stanisława Ulama w 1963 roku. W 1964 Martin Gardner opisał spiralę Ulama w czasopiśmie Scientific American.
Na kwadratowej tablicy zaczynając od 1 w środku spiralnie wypisuje się kolejne liczby naturalne. Na niektórych przekątnych liczby pierwsze grupują się częściej niż na innych. Fakt ten nie został do tej pory wyjaśniony. Zjawisko występuje także, jeśli rozpoczyna się od innych wartości niż 1.
Spirale tworzące inne nachylenia płaszczyzny również generują linie bogate w liczby pierwsze, przykłady poniżej:

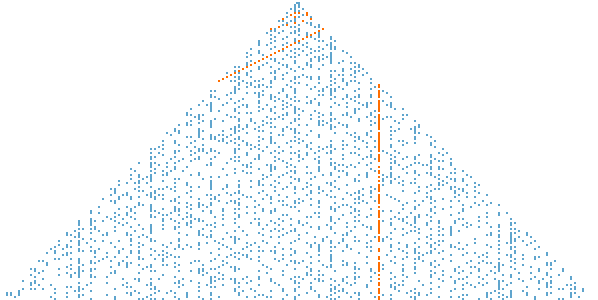
Trójkąt Klaubera z zaznaczonymi  liczbami pierwszymi wygenerowanymi przez wielomian Eulera  x2  −  x  +  41.
Spirala Sacksa
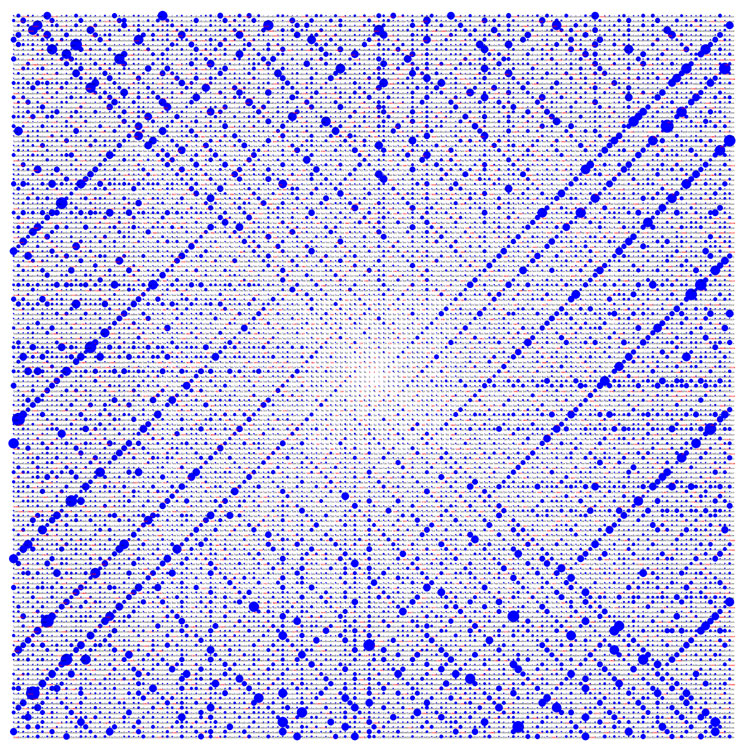
Spirala Ulama o wymiarach 150×150 pokazująca zarówno liczby pierwsze, jak i złożone.
Heksagonalna spirala liczbowa z liczbami pierwszymi w kolorze zielonym i liczbami złożonymi w ciemniejszych odcieniach niebieskiego.
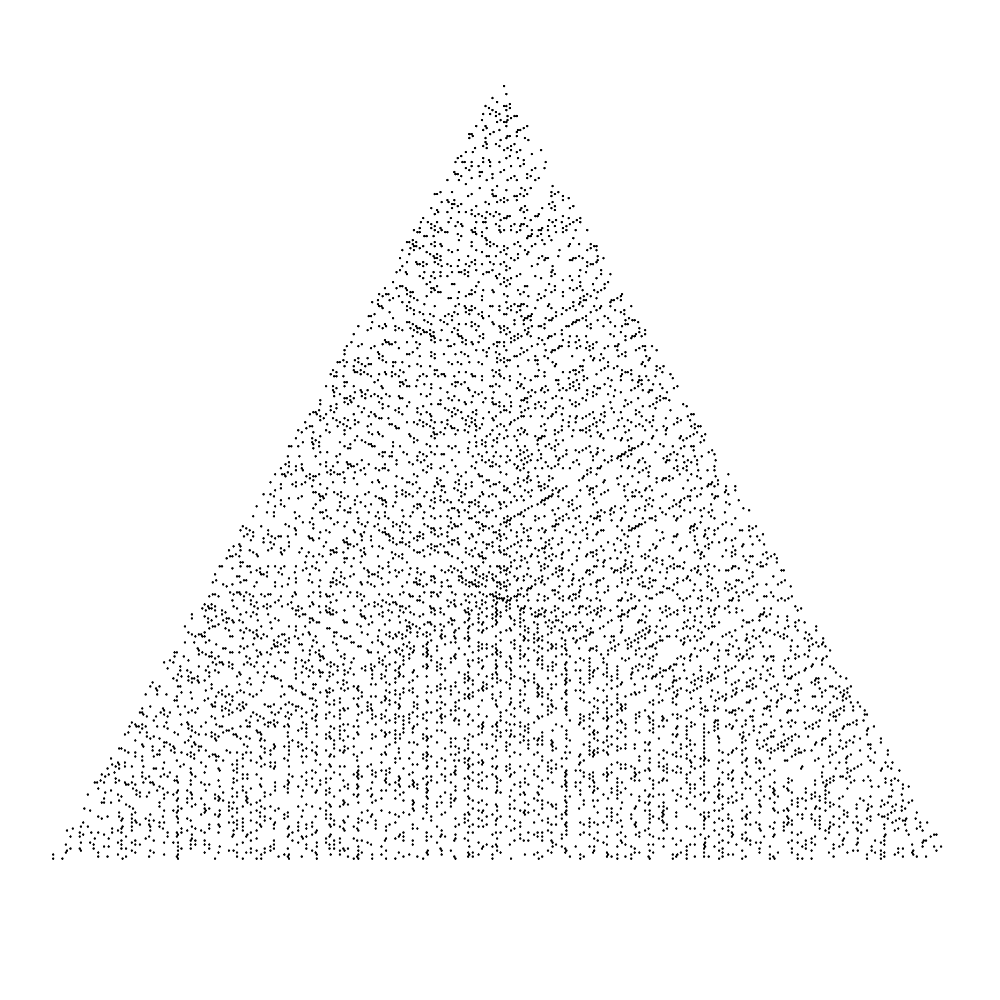
Spirala liczbowa z 7503 liczbami pierwszymi widocznymi na trójkącie foremnym.
Spirala Ulama zawierająca 10 milionów liczb pierwszych.
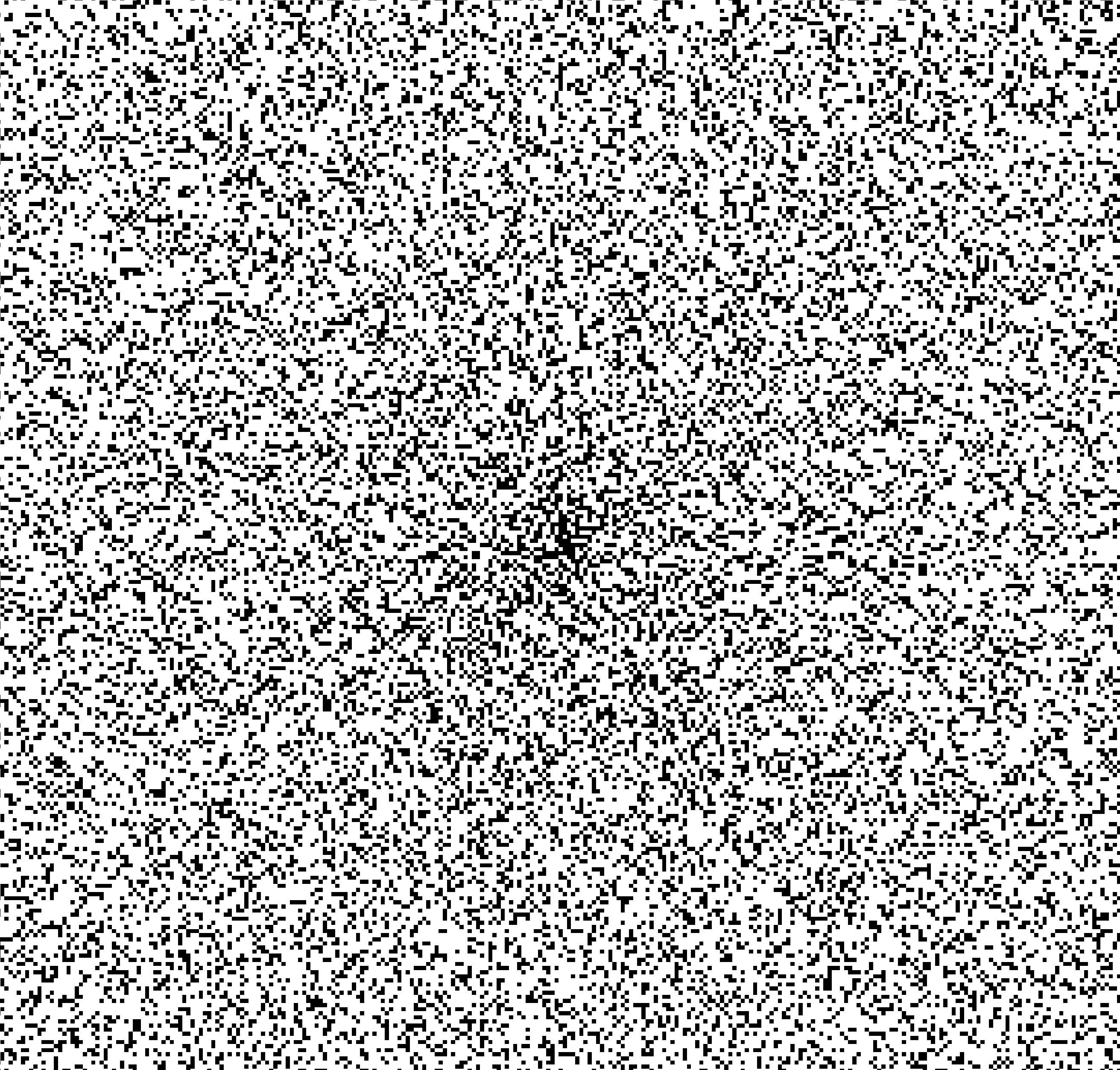
Spirala z liczb ze wzorów (6k±1) : k ∈ ℕ, k > 0 z zaznaczonymi liczbami pierwszymi